# Sandy River and Rangeley Lakes Railroad

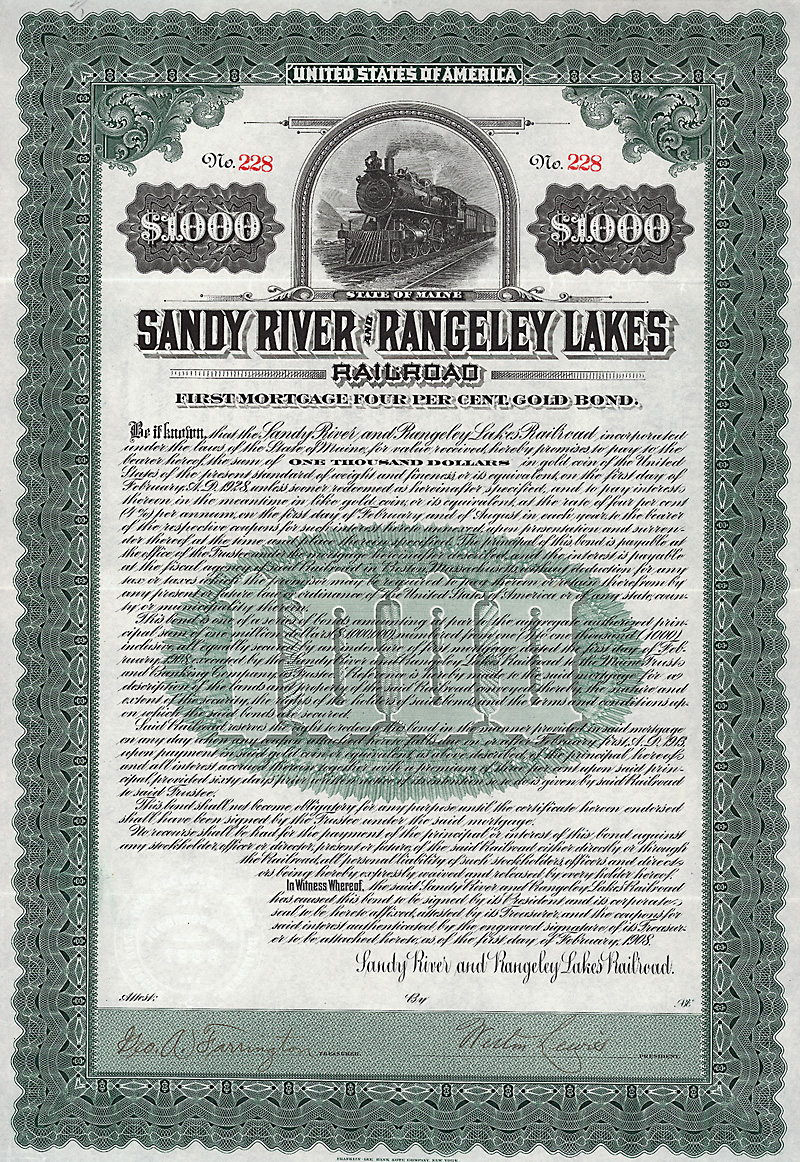
Bond der Sandy River and Rangeley Lakes Railroad vom 1. Februar 1908

Die Sandy River and Rangeley Lakes Railroad (SR&RLR) ist eine ehemalige Eisenbahngesellschaft in Maine (Vereinigte Staaten).
Sie wurde am 30. Januar 1908 gegründet und übernahm verschiedene kleinere Eisenbahngesellschaften, die ein zusammenhängendes Netz von Schmalspurbahnen in einer Spurweite von 2 Fuß (610 mm), ausgehend vom Farmington betrieben. Folgende Gesellschaften wurden Bestandteil der SR&RLR:
| Datum           | Gesellschaft                      | Strecken                                                                   | km |
| --------------- | --------------------------------- | -------------------------------------------------------------------------- | -- |
| 30. Januar 1908 | Sandy River Railroad              | Farmington–Phillips                                                        | 29 |
| 30. Januar 1908 | Franklin and Megantic Railway     | Strong–Kingfield, Mount Abram Junction–Mount Abram, Kingfield–Alder Stream | 30 |
| 30. Januar 1908 | Kingfield and Dead River Railroad | Kingfield–Bigelow                                                          | 21 |
| 1. Juli 1908    | Phillips and Rangeley Railroad    | Phillips–Marbles                                                           | 46 |
| 1. Juli 1908    | Madrid Railroad                   | Madrid Junction–Number 6, Brackett Junction–Madrid                         | 11 |
| 24. August 1911 | Eustis Railroad                   | Eustis Junction–Greens Farm                                                | 16 |

Im Jahre 1912 baute die SR&RLR noch einen Abzweig von Perham Junction nach Barnjum (ca. 6 km). Die steile Strecke diente nur dem Güterverkehr.

## Fahrzeuge

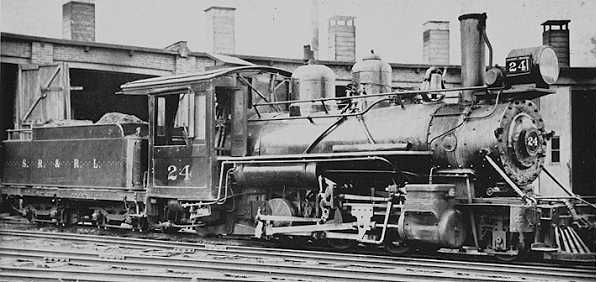
Dampflok Sandy River Nr. 24

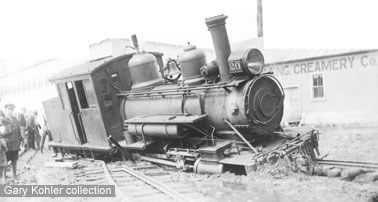
Sandy River and Rangeley Lakes Railroad (SR&RL) Nr. 20

Im Geschäftsjahr 1909/10 besaß die Gesellschaft 14 Lokomotiven, 13 Personenwaggons, 3 Gepäck- und Postwaggons, 24 Dienstfahrzeuge sowie 223 Güterwagen. Zusätzlich wurden 3 Lokomotiven und 25 Güterwagen von anderen Gesellschaften geleast.
Die folgende Tabelle enthält die Daten der Lokomotiven der SR&RLR:
| Lok Nr. | Fabrik (Werknr.) | Baujahr | Bauart              | Lebenslauf |
| ------- | ---------------- | ------- | ------------------- | --- |
| 1       | Hinkley (1251)   | 1877    | 0-4-4               | gebaut für Billerica and Bedford Railroad (Ariel), ab 1879 Sandy River RR Dawn (Nr. 1), 1911 außer Dienst gestellt                                                                                           |
| 2       | Hinkley (1261)   | 1877    | 0-4-4               | gebaut für Billerica and Bedford RR (Puck), ab 1879 Sandy River RR Echo (Nr. 2), ab 1884 Franklin&Megantic RR (Nr. 2, ab 1886 Nr. 3), 1911 außer Dienst gestellt                                             |
| 3       | Hinkley (1664)   | 1883    | 0-4-4               | gebaut für Franklin&Megantic RR (Nr. 1), 1911 außer Dienst gestellt |
| 4       | Baldwin (8304)   | 1886    | 0-4-4               | gebaut für Franklin&Megantic RR (Nr. 2), 1911 außer Dienst gestellt |
| 5       | Portland (616)   | 1890    | 0-4-4               | gebaut für Sandy River RR (Nr. 4) |
| 6       | Portland (622)   | 1891    | 0-4-4               | gebaut für Sandy River RR (Nr. 5), 1925 verkauft an Kennebec Central Railroad (Nr. 4), 1933 an Wiscasset, Waterville and Farmington Railway (Nr. 9), heute im Maine Narrow Gauge Railroad Museum in Portland |
| 7       | Portland (615)   | 1890    | 0-4-4               | gebaut für Phillips&Rangeley RR (Calvin Putnam, Nr. 1) |
| 8       | Baldwin (31826)  | 1907    | 2-4-4               | gebaut für Sandy River RR (Nr. 16), aber erst nach Fusion ausgeliefert |
| 9       | Baldwin (33550)  | 1909    | 2-4-4               | |
| 10      | Baldwin (42231)  | 1916    | 2-4-4               | für den Betrieb auf der Hauptstrecke Farmington–Rangeley |
| 15      | Baldwin (11706)  | 1891    | 2-6-0 Schlepptender | gebaut für Phillips&Rangeley RR (George M. Goodwin, Nr. 3), 1916 in Waterville in Typ 2-6-2 umgebaut |
| 16      | Baldwin (12964)  | 1892    | 2-6-0 Schlepptender | gebaut für Laurel River and Hot Springs Railroad (James Wyman), später Sandy River RR (Nr. 3), 1916 in Waterville in Typ 2-6-2 umgebaut                                                                      |
| 17      | Baldwin (13276)  | 1893    | 0-4-4               | gebaut für Phillips&Rangeley RR (Isaac Walton, Nr. 2) |
| 18      | Baldwin (13733)  | 1893    | 2-6-0               | gebaut für Sandy River RR (Nr. 2'), 1916 in Waterville in Typ 2-6-2 umgebaut, bis 1936 im Einsatz |
| 19      | Baldwin (23874)  | 1904    | 2-6-2 Schlepptender | gebaut für Sandy River RR (Nr. 8) |
| 20      | Baldwin (23245)  | 1903    | 0-4-4               | gebaut für Eustis RR (Nr. 7) |
| 21      | Baldwin (23754)  | 1904    | 0-4-4               | gebaut für Eustis RR (Nr. 8) |
| 22      | Baldwin (23755)  | 1904    | 0-4-4               | gebaut für Eustis RR (Nr. 9) |
| 23      | Baldwin (40733)  | 1913    | 2-6-2 Schlepptender | nur für die Strecke Farmington–Phillips |
| 24      | Baldwin (51803)  | 1919    | 2-6-2 Schlepptender | |

## Das Ende der Bahn
Die SR&RLR wurde ihrerseits im August 1911 von der Maine Central Railroad erworben, jedoch aus wirtschaftlichen Gründen bereits 1923 wieder abgestoßen. Die Gesellschaft konnte sich jedoch gegen die zunehmende Konkurrenz auf der Straße nicht durchsetzen. 1932 wurde der Gesamtbetrieb zunächst eingestellt, aber zwischen Farmington und Phillips sowie zwischen Strong und Carrabassett im darauffolgenden Jahr wiedereröffnet. Die übrigen Strecken wurden 1934 abgebaut. Im Juni 1935 wurde das gesamte restliche Streckennetz und der große Teil des Wagenparks an einen Schrotthändler verkauft und der Gesamtbetrieb eingestellt. Die Strecken wurden bis Ende 1936 abgebaut.
1970 beschlossen Eisenbahnfans in Phillips, einen Teil der Strecke als Museumsbetrieb wiederaufzubauen. Ab 1985 wurde auch der Name „Sandy River and Rangeley Lakes Railroad“ wieder verwendet. Heute kann ein kurzes Stück bei Phillips an Wochenenden wieder befahren werden. Eingesetzt wird ein mit Benzin betriebener Nachbau der Lok 4 der Sandy River Railroad sowie drei weitere diesel- und benzinbetriebene Lokomotiven.
In Strong, wo die Franklin&Megantic von der Sandy River Railroad abzweigte, errichteten Eisenbahnfreunde am ehemaligen Bahnhof ein kurzes Streckenstück, auf dem am 29. September 2001, anlässlich der 200-Jahr-Feier des Ortes, die Lok 3 (ehemals Monson Railroad) des Maine Narrow Gauge Railroad Museums in Portland zum Einsatz kam.

## Anhang